# Démarate de Sparte
Pour les articles homonymes, voir Démarate.
Démarate (en grec ancien Δημάρατος / Dêmáratos) est un roi de Sparte (515 à 491 av. J.-C.), de la maison des Eurypontides.

## Histoire
Fils d'Ariston à qui il succède, il part en campagne en 506 av. J.-C. avec l'autre roi, Cléomène Ier, son rival, avant de s'apercevoir que l'expédition a pour but de rétablir une tyrannie à Athènes. Il fait alors demi-tour, avec les Corinthiens furieux, laissant Cléomène continuer seul. C'est le « divorce d'Éleusis ».
En 491 av. J.-C., Cléomène se venge en intentant contre lui un procès, l'accusant de bâtardise. Les éphores sont consultés au sujet de sa filiation. La gérousie étant divisée, l'oracle de Delphes est consulté, et Démarate est destitué la même année. Il reste un temps à Sparte, mais devant les railleries de Léotychidas II, son successeur, il décide de s'exiler auprès de l'ennemi, en Perse.
Il se rend auprès de Darius Ier, où il est bien reçu. Il influence Darius en faveur de Xerxès, qui est alors choisi comme successeur, au détriment de son frère Artobarzanès. Avant la bataille des Thermopyles, il lui explique quelles sont les particularités de Sparte. Cet épisode, relaté par Hérodote, est une source de renseignement précieuse sur la population de Sparte et son système politique. Selon Hérodote, Démarate avertit les Spartiates des préparatifs de l'entreprise du grand Roi. Il semble qu'il soit par la suite resté au côté de Xerxès, et soit tombé en disgrâce pour avoir réclamé au roi le droit d'entrer dans Sardes comme un membre de la famille royale. Il est probable qu'il soit mort en Troade, où le grand roi lui avait donné des domaines (plus précisément, Démarate se vit offrir les revenus de Pergame, de Teuthrania et d'Halisarna). D'après Xénophon, ses descendants y perdurèrent.